# Contratto a titolo oneroso
Il contratto a titolo oneroso, nell'ordinamento giuridico italiano, è un accordo nel quale al sacrificio patrimoniale che una parte compie eseguendo la prestazione, corrisponde un vantaggio patrimoniale che la stessa parte consegue ricevendo la prestazione della controparte.
Esso, in virtù della sua natura economica, si contrappone al contratto a titolo gratuito.